# Dommo Energia
Dommo Energia é uma empresa brasileira que atua nas áreas de exploração e produção de petróleo e gás natural. A empresa anteriormente pertencia ao grupo EBX, do empresário Eike Batista.

## Histórico

### OGX
A Dommo Energia foi criada em 2007 com o nome de OGX e estreou no leilão da Agência Nacional do Petróleo (ANP) na 9ª Rodada de Licitações realizada no dia 27 de novembro de 2007 como operadora B, classe de empresas que só pode atuar em terra e águas rasas, arrematando 21 blocos exploratórios nas bacias do Espírito Santo e blocos de águas rasas nas bacias de Pará-Maranhão, Campos e Santos, pagando um bônus total de 1,471 bilhão de dólares.
A empresa estreou na BM&FBOVESPA (atual B3) no dia 13 de junho de 2008, levantando R$ 6,71 bilhões, sendo a maior IPO da Bovespa até então. 63,46% do valor recebido veio de investidores estrangeiros. A OGX era a maior empresa privada em termos de área marítima de exploração no Brasil, com 21 concessões, embora ainda não tivesse começado a produzir.
Em setembro de 2009, a OGX anunciou a compra de 70% de participação em sete blocos terrestres na Bacia do Parnaíba, pertencentes à Petra Energia  que permaneceu com 30%.
As atividades de perfuração tiveram início no dia 5 de julho de 2010. Em 12 agosto de 2010, a companhia OGX anunciou a descoberta de reservas de gás natural no poço 1-OGX-16-MA, no bloco PN-T-68. Foi feita nova descoberta no poço OGX-16 em 02 de setembro e em 17 e 26 de novembro foram feitas descobertas no poço OGX-22.

FPSO OSX-1, primeira unidade de produção, armazenamento e transferência de óleo e gás a integrar a frota da OSX, na chegada ao Rio de Janeiro, depois de uma travessia de 45 dias, vindo de Singapura.

Em setembro de 2011, a OGX adquiriu 50% de participação no bloco exploratório terrestre PN-T-102 na bacia do Parnaíba, detida pelas companhias Imetame Energia S.A., DELP Engenharia Mecânica Ltda. e Orteng Equipamentos e Sistemas Ltda.
Em 25 de junho de 2012, foi iniciada a produção de petróleo (10 mil barris diários), em dois poços no campo de Tubarão Azul na Bacia de Campos. No entanto, o fluxo de produção estava abaixo do que era esperado pelos investidores. Um terceiro poço começou a produzir em janeiro de 2013, mas ainda abaixo das projeções.
A OGX Maranhão anunciou que a produção comercial de gás no campo de Gavião Real na bacia de Parnaíba se iniciou em janeiro de 2013.
Em julho de 2013, a OGX anunciou a suspensão do desenvolvimento de três poços exploratóriosː Tubarão Tigre, Tubarão Gato e Tubarão Areia, localizados em áreas adjacentes a Tubarão Azul, e que os poços de Tubarão Azul não teriam sua produção aumentada e que poderiam parar de produzir ao longo de 2014.
Em 30 de outubro de 2013, a empresa pediu recuperação judicial.
Em dezembro de 2013, tem início a produção no campo de Tubarão Martelo na Bacia de Campos.

### Problemas financeiros
No primeiro trimestre de 2013, a empresa reportou prejuízo de 804,6 milhões de reais, principalmente devido à despesas no valor de 1,195 bilhão de reais referentes a poços secos e áreas subcomerciais devolvidas à ANP após a conclusão do período exploratório em março de 2013.
A empresa também foi multada em 300 milhões de dólares por supostas irregularidades na instalação e supressão de uma válvula de segurança usada na extração de petróleo e recebeu acusações de ter dívida superior ao que divulgou.
Em 2013, a companhia acumulava dívidas de US$ 3,6 bilhões.
A empresa anunciou no dia 1º de outubro de 2013, que não pagaria suas dívidas a vencer de 45 milhões de dólares.
Em 30 de outubro de 2013, 29 dias após noticiar que não iria pagar suas dívidas, a OGX entra com pedido de recuperação judicial, desvalorizando 92,2% em 2013. No dia 31 de outubro, a OGX Maranhão é vendida por R$ 200 milhões para a Eneva (antiga MPX), o grupo alemão E.ON e a Cambuhy Investimentos. A empresa passou a se chamar Parnaíba Gás Natural e mais tarde se fundiria à Eneva.
Em dezembro, muda de nome para OGPar.
Em maio de 2015, a produção no campo de Tubarão Azul se esgotou.

### Dommo Energia
Em agosto de 2017, a companhia encerrou a recuperação judicial e passou a se chamar Dommo Energia. Eike Batista passou a deter 0,65% da empresa, enquanto 95% da OGPar ficou com os credores. 
Eike Batista foi multado em R$ 536 milhões pela CVM por irregularidades referentes à OGX em 2019.
Em fevereiro de 2020, a PetroRio comprou o navio-plataforma FPSO OSX-3 e 80% do campo de Tubarão Martelo, da Dommo Energia, por US$ 140 milhões (cerca de R$ 600 milhões), assumindo a operação do campo e dividindo parte da produção com a Dommo, com o objetivo de fazer uma interligação dos campos de Tubarão Martelo e Polvo para redução de custos.
Em 1º setembro de 2022, a PetroRio anunciou a compra da Dommo Energia. Em 24 de outubro foi aprovada a incorporação da empresa pela PetroRio. Com a transação, a companhia passou a deter 100% do campo de Tubarão Martelo.  No ano seguinte, logo após a aquisição, a Dommo Energia fechou seu capital na bolsa.